# Gastón Giménez
Gastón Claudio Giménez (Formosa, 27 luglio 1991) è un calciatore argentino naturalizzato paraguaiano, centrocampista del Cerro Porteño.

## Caratteristiche tecniche
È un trequartista che può giocare anche da seconda punta.

## Carriera

### Club
Disputa buona parte della sua carriera in Sudamerica, prima di approdare al Chicago Fire nel 2020. Il 13 dicembre 2021 rinnova il suo contratto con il club statunitense.

### Nazionale
Dopo aver rappresentato l'Argentina in una partita amichevole contro il Messico del 2018, partita di carattere quindi non ufficiale, decide di scegliere di indossare la maglia del Paraguay.
Alla sua seconda apparizione, il 13 ottobre 2020, mette a segno la rete che permette alla sua nazionale di battere per 1-0 il Venezuela, nella partita valevole per le qualificazioni al campionato del mondo 2022.
Viene successivamente convocato per la Copa America 2021.

## Statistiche

### Cronologia delle presenze e reti in nazionale
| Cronologia completa delle presenze e delle reti in nazionale ― Argentina | Cronologia completa delle presenze e delle reti in nazionale ― Argentina | Cronologia completa delle presenze e delle reti in nazionale ― Argentina | Cronologia completa delle presenze e delle reti in nazionale ― Argentina | Cronologia completa delle presenze e delle reti in nazionale ― Argentina | Cronologia completa delle presenze e delle reti in nazionale ― Argentina | Cronologia completa delle presenze e delle reti in nazionale ― Argentina | Cronologia completa delle presenze e delle reti in nazionale ― Argentina |
| Data                                                                     | Città                                                                    | In casa                                                                  | Risultato                                                                | Ospiti                                                                   | Competizione                                                             | Reti                                                                     | Note                                                                     |
| ------------------------------------------------------------------------ | ------------------------------------------------------------------------ | ------------------------------------------------------------------------ | ------------------------------------------------------------------------ | ------------------------------------------------------------------------ | ------------------------------------------------------------------------ | ------------------------------------------------------------------------ | ------------------------------------------------------------------------ |
| 17-11-2018                                                               | Córdoba                                                                  | Argentina                                                                | 2 – 0                                                                    | Messico                                                                  | Amichevole                                                               | -                                                                        | 88’                                                                      |
| Totale                                                                   |                                                                          | Presenze                                                                 | 1                                                                        |                                                                          | Reti                                                                     | 0                                                                        |                                                                          |

| Cronologia completa delle presenze e delle reti in nazionale ― Paraguay | Cronologia completa delle presenze e delle reti in nazionale ― Paraguay | Cronologia completa delle presenze e delle reti in nazionale ― Paraguay | Cronologia completa delle presenze e delle reti in nazionale ― Paraguay | Cronologia completa delle presenze e delle reti in nazionale ― Paraguay | Cronologia completa delle presenze e delle reti in nazionale ― Paraguay | Cronologia completa delle presenze e delle reti in nazionale ― Paraguay | Cronologia completa delle presenze e delle reti in nazionale ― Paraguay |
| Data                                                                    | Città                                                                   | In casa                                                                 | Risultato                                                               | Ospiti                                                                  | Competizione                                                            | Reti                                                                    | Note                                                                    |
| ----------------------------------------------------------------------- | ----------------------------------------------------------------------- | ----------------------------------------------------------------------- | ----------------------------------------------------------------------- | ----------------------------------------------------------------------- | ----------------------------------------------------------------------- | ----------------------------------------------------------------------- | ----------------------------------------------------------------------- |
| 8-10-2020                                                               | Asunción                                                                | Paraguay                                                                | 2 – 2                                                                   | Perù                                                                    | Qual. Mondiali 2022                                                     | -                                                                       | 81’                                                                     |
| 13-10-2020                                                              | Mérida                                                                  | Venezuela                                                               | 0 – 1                                                                   | Paraguay                                                                | Qual. Mondiali 2022                                                     | 1                                                                       |                                                                         |
| 13-11-2020                                                              | Buenos Aires                                                            | Argentina                                                               | 1 – 1                                                                   | Paraguay                                                                | Qual. Mondiali 2022                                                     | -                                                                       | 86’                                                                     |
| 17-11-2020                                                              | Asunción                                                                | Paraguay                                                                | 2 – 2                                                                   | Bolivia                                                                 | Qual. Mondiali 2022                                                     | -                                                                       | 83’                                                                     |
| 3-6-2021                                                                | Montevideo                                                              | Uruguay                                                                 | 0 – 0                                                                   | Paraguay                                                                | Qual. Mondiali 2022                                                     | -                                                                       |                                                                         |
| 8-6-2021                                                                | Asunción                                                                | Paraguay                                                                | 0 – 2                                                                   | Brasile                                                                 | Qual. Mondiali 2022                                                     | -                                                                       | 61’                                                                     |
| 24-6-2021                                                               | Brasilia                                                                | Cile                                                                    | 0 – 2                                                                   | Paraguay                                                                | Coppa America 2021 - 1º turno                                           | -                                                                       | 84’                                                                     |
| 28-6-2021                                                               | Rio de Janeiro                                                          | Uruguay                                                                 | 1 – 0                                                                   | Paraguay                                                                | Coppa America 2021 - 1º turno                                           | -                                                                       | 73’                                                                     |
| 5-9-2021                                                                | Asunción                                                                | Paraguay                                                                | 1 – 1                                                                   | Colombia                                                                | Qual. Mondiali 2022                                                     | -                                                                       |                                                                         |
| Totale                                                                  |                                                                         | Presenze                                                                | 9                                                                       |                                                                         | Reti                                                                    | 1                                                                       |                                                                         |